# Jozefina Topalli
Jozefina Topalli, születési nevén Jozefina Çoba (Shkodra, 1963. november 26. –) albán politikus, jogász, matematikus. 1996 és 2017 között az albán nemzetgyűlés demokrata párti képviselője, 2005 és 2013 között a parlament történetének első női elnöke volt.

## Életútja
Az észak-albániai Shkodra városában született, apja Filip Çoba bankár. Szülővárosában, a Shkodrai Luigj Gurakuqi Egyetemen szerzett matematikai és jogi diplomát. A későbbi években a Padovai Egyetem nemzetközi kapcsolatok szakán képezte tovább magát, majd a Tiranai Egyetemen szerzett közigazgatási és európai tanulmányok mesterdiplomákat, 2010-ben pedig ledoktorált. Az egyetem elvégzését követően a shkodrai Gabona- és Rizshivatal (Instituti i Misrit dhe Orizit), majd 1992-től a helyi kereskedelmi kamara alkalmazottjaként dolgozott. 1995-ben kinevezték alma matere, a Shkodrai Luigj Gurakuqi Egyetem tanárává, egyúttal a kancellári feladatokat is ellátta a tanintézetben.
1996-ban egyetemi állását feladva az Albán Demokrata Párt shkodrai képviselőjeként került be az albán nemzetgyűlésbe, a kuvendbe. Ebben a – csupán egy évig tartó – ciklusban a törvényalkotási és jogi parlamenti bizottság munkáját is irányította annak elnökeként. 1997-ben megválasztották a nemzetgyűlés elnökhelyettesévé; a tisztséget két parlamenti cikluson át, 2005-ig töltötte be. Ezzel párhuzamosan 2002 márciusa és 2005 decembere között az Európa Tanács közgyűlésének helyettes tagja is volt. A 2005. szeptember 2-án megalakult nemzetgyűlés második napján, 2005. szeptember 3-án megválasztották az albán kuvend első női elnökévé, és két cikluson át, 2013-ig irányította a törvényhozási munkát. Ezzel párhuzamosan 1997-től az Albán Demokrata Párt elnökhelyettesi feladatait is ellátta. 2010-ben a Parlamenti Elnökök Világkonferenciájának alelnökévé választották. Politikusi pályafutása során közreműködött Albánia NATO- és európai uniós integrációs folyamatában, az uniós vízumliberalizációs követelmények teljesítésében. Emellett a törvényhozásban aktív szószólója volt különböző társadalmi kérdéseknek, így a szegénység, a nőket sújtó és a családon belüli erőszak, a mell- és méhnyakrák elleni küzdelemnek. A legmagasabb közjogi méltóságig eljutó albán nőként harcolt a nők társadalmi és politikai esélyegyenlőségéért. 2010 októberében az UNICEF jószolgálati nagykövetévé választották, feladata a gyermekjogok képviselete, valamint az e területen működő civil szervezetek támogatása volt.
2017 májusában az Albán Demokrata Pártban betöltött vezető tisztségeiről lemondatták, és pártja az az évi nemzetgyűlési választásokon már nem indította újra. 2018 tavaszán Topalli egy sajtótájékoztatón bejelentette, hogy korábbi demokrata pártársaival együtt a kétpólusú albán belpolitikában egy harmadik, a jobboldali hagyományokhoz visszatérő politikai formációt szerveznek. E politikai cél nem vált valóra, bár nyilvános megszólalásai alkalmával Topalli időről időre hangsúlyozza egy új politikai párt szervezésének fontosságát.
Házasságban él, két gyermek anyja. Beszél angolul, olaszul, franciául és olaszul.

## Kitüntetései
- Mediterrán Díj (Nemzetközi Mediterrán Békefórum, 2010).
- Millennium Peace Prize for Women (Nemzetközi Békeszövetség, 2010).[14]